# Малый лебедь
Малый лебедь , или тундровый лебедь (лат. Cygnus columbianus bewickii) — подвид американского лебедя. Может рассматриваться самостоятельным видом Cygnus bewickii. Видовое или подвидовое латинское название bewickii дано Уильямом Ярреллом в 1830 году в честь гравера Томаса Бьюика, известного своими иллюстрациями птиц и млекопитающих.

## Общая характеристика
Малый лебедь очень похож на кликуна, но меньше размером: длина тела 115—127 см и 170—195 см размах крыльев. Весит малый лебедь около 5—6 кг. Голос малого лебедя также похож на голос кликуна, только тише и ниже. Кроме этого у малого лебедя клюв имеет больше чёрного цвета, тогда как у кликуна наоборот, чёрный цвет присутствует лишь на кончике клюва.

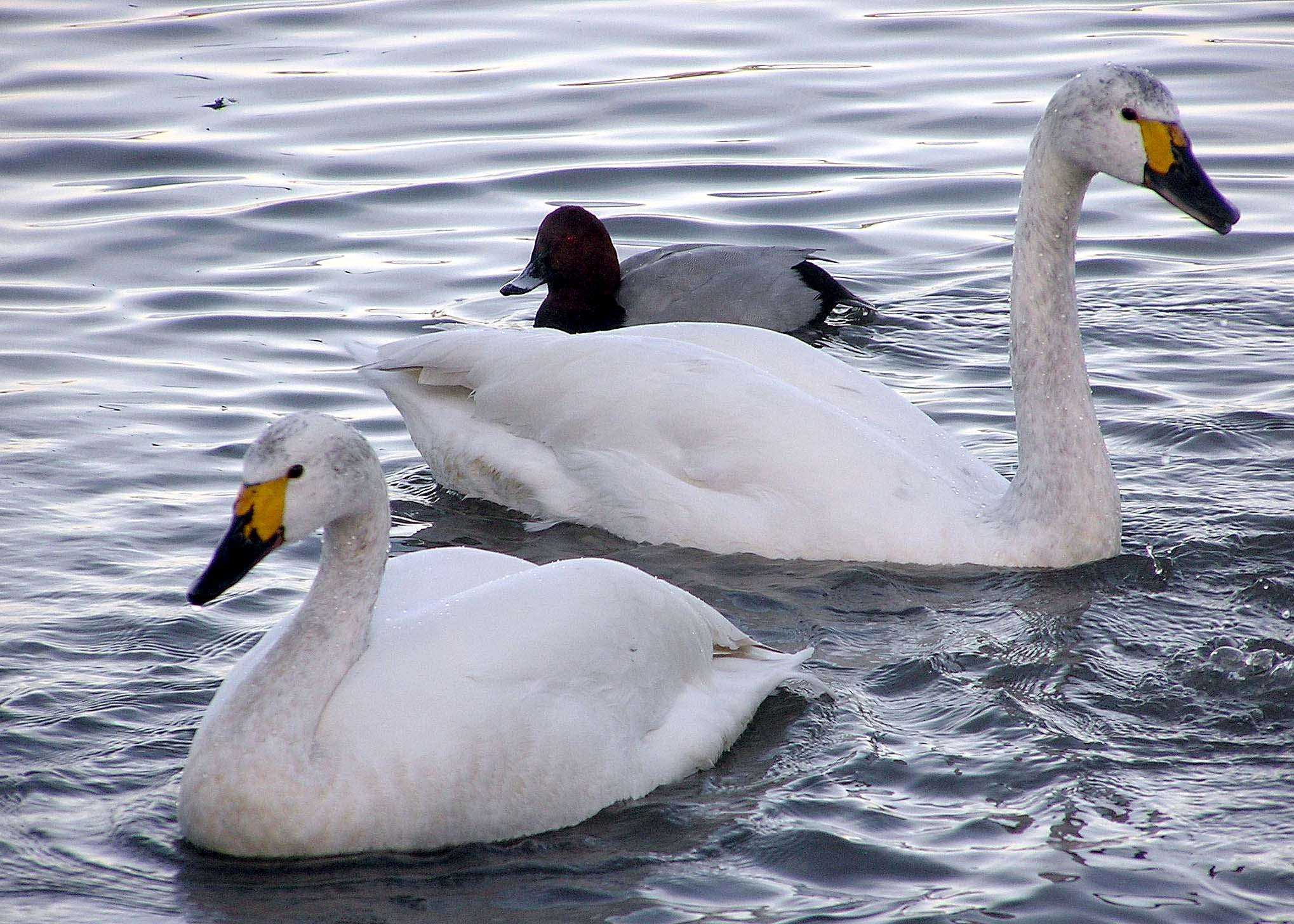

## Распространение
Малый лебедь обитает на территории России в тундре Европейской и азиатской части страны. Встречается также на островах Колгуев, Вайгач и южный остров архипелага Новая Земля. Раньше гнездился и на Кольском полуострове, теперь оттуда исчез, также как из других районов южной тундры, например, нет его местами на Ямале и Таймыре. Сегодня выделяют западную и восточную популяцию, некоторые орнитологи считают эти популяции разными подвидами. Западная популяция гнездится в тундре от Кольского полуострова до побережья Таймыра. На юге распространяется до лесотундры долины Енисея. Также гнездится на п-ове Канин, на Югорском п-ове, по Карскому побережью, на Ямале и Гыдане. Восточная популяция населяет приморские тундры от дельты Лены до Чаунской низменности. Западная популяция зимовать улетает в Великобританию, Францию и Нидерланды, а также в бассейн Каспийского моря. Восточная популяция летит в Китай, Японию и Корею. В общей сложности малый лебедь проводит в тундре 120—130 дней.

## Образ жизни
Малый лебедь предпочитает открытые пространства воды, в лесистых участках предпочитает не гнездиться.

### Питание
Как и остальные лебеди малый питается растительной пищей, как водными растениями, так и наземными, в частности, травой, ягодами. Восточная популяция кроме растительной пищи кормится и водными беспозвоночными. Также малый лебедь часто поедает и мелкую рыбу.

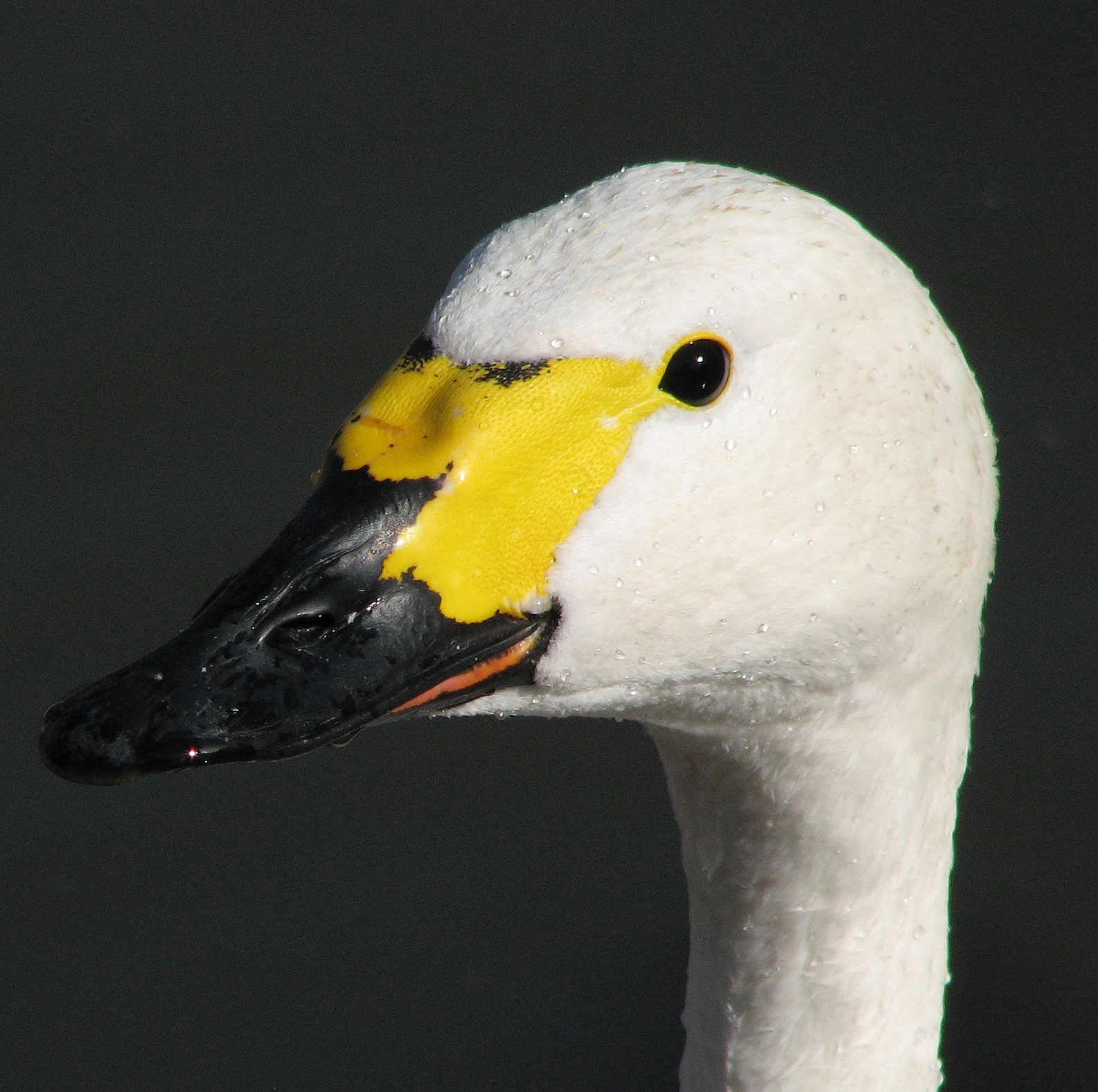
В окрасе клюва малого лебедя больше чёрного цвета, чем жёлтого

### Размножение
Как и все лебеди малый лебедь моногамная птица, образующая пары на 2—4 году жизни и остаются верными всю жизнь. На гнездовье пары прилетают весной, когда начинает таять снег и появляются полыньи. Гнездится на заболоченных тундрах среди многочисленных озёр, а также в низовьях рек. Часто пары гнездятся на расстоянии нескольких километров одна от другой, но бывает и более плотное гнездование, когда расстояние между парами составляет около 500—700 м. Брачные игры проходят на суше. Самец ходит перед самкой, вытянув шею, иногда приподнимает крылья. При этом он издаёт своеобразный хлопающий звук и звонко кричит. Затем пара перелетает на новое место и ритуал повторяется снова. Самка одна строит гнездо на небольшом сухом возвышении. Некоторые гнёзда используются на протяжении многих лет разными поколениями птиц. Лоток, как и остальные лебеди, выстилает перьями из собственной груди. Кладка состоит из 1—5 яиц белого цвета, в течение насиживания, покрывающихся жёлто-бурыми пятнами. Яйца насиживают и самка и самец, в основном это происходит у восточной популяции. Через 29—30 дней появляются птенцы, покрытые бледно-серым пухом. Сразу после этого лебеди покидают гнездо, уводя птенцов на воду. Через 40—45 дней молодые лебеди встают на крыло: это гораздо быстрее, чем у любых других видов лебедей. Линька проходит в районе гнездования.

### Зимовка
Главное направление осенней миграции популяции, обитающей в Европейских тундрах — вдоль арктического побережья на запад, к местам зимовки в странах Западной Европы, в основном от Ирландии до Дании.